# Státní poznávací značky ve Švédsku

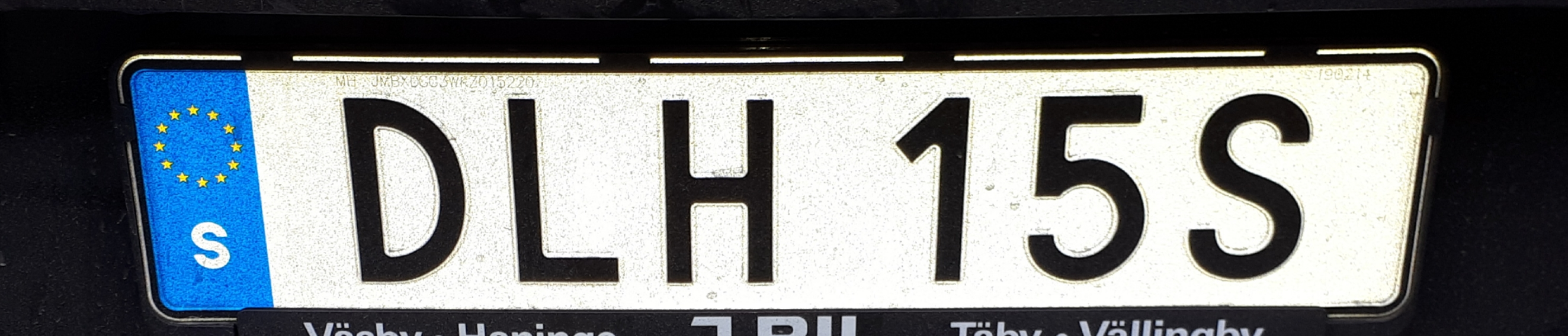
Aktuální SPZ (tvar ABC 12A)

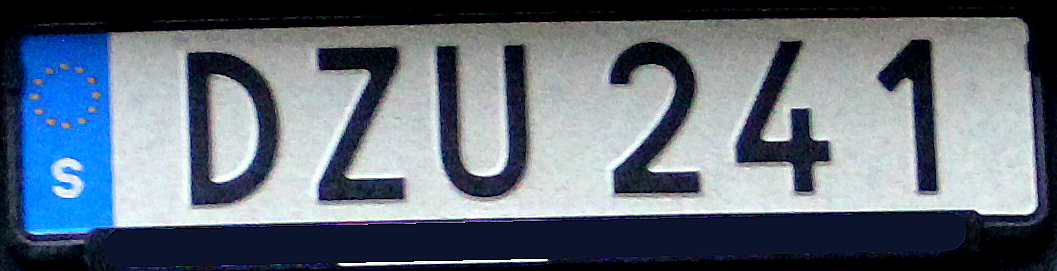
SPZ přidělená před rokem 2019 (tvar ABC 123)

Státní poznávací značky nebo též registrační značky (švédsky registreringsskylt) motorových vozidel ve Švédsku jsou kombinace šesti znaků – písmen latinské abecedy a arabských číslic. První tři znaky tvoří písmena, následovaná mezerou, dvěma číslicemi a písmenem (tvar ABC 12A). Značky přidělené před rokem 2019 obsahují tři písmena a tři čísla (tvar ABC 123). Jedná se o náhodně přidělené kombinace bez vazby místo registrace vozidla. V levé části značky se nachází modrý pruh se symbolem Evropské unie a mezinárodní poznávací značkou Švédska (písmenem S). Většina vozidel, včetně policejních, používá stejný formát značky. Zvláštní značky mají armádní vozidla.

## Běžné značky
Běžné značky, které používá většina vozidel, mají bílý podklad s černým písmem. Skládají se ze dvou trojic znaků, oddělených mezerou. Mezi roky 1974 a 2018 první trojici znaků vždy tvořila písmena a druhou trojici číslice. Kvůli vyčerpání kombinací se od roku 2019 přidělují značky, které mají jako poslední znak písmeno.
Všechna vozidla musejí mít připevněnou přední i zadní značku. Výjimkou jsou motocykly a přívěsné vozíky, na které se značka umísťuje pouze vzadu, a traktory a další pracovní stroje, které mají značku pouze vepředu.
Registrační značka je navázaná na identifikační číslo vozidla (VIN) a nemění se po celou dobu registrace vozidla (do doby likvidace nebo vývozu do zahraničí), ani při změně vlastníka. Je možné odhlásit vozidlo z provozu na neomezeně dlouhou dobu, což umožňuje vyhnout se placení silniční daně a povinného pojištění v době, kdy se vozidlo nepoužívá. Registrační značky na takto odhlášeném vozidle zůstávají. Při trvalém odhlášení vozidla (při likvidaci nebo vývozu) se vrácená registrační značka umísťuje na jeden rok do karantény, než se může znova přidělit nově registrovanému vozidlu.
Registrační značky vozidlům na žádost přiděluje a majitelům poštou zasílá Dopravní agentura (Transportstyrelsen). Tato agentura vede Dopravní rejstřík (Trafikregistret), kam zapisuje všechna provozovaná motorová vozidla, s výjimkou vozidel armády. Při poškození, ztrátě nebo odcizení agentura zašle náhradní tabulku. Ztrátu a odcizení značky je nutné nahlásit policii. Policie vydá provizorní značku, se kterou může majitel vozidlo dočasně používat do doby, než obdrží náhradní tabulku. Bez platné registrační značky se nesmí vozidlo používat s výjimkou cesty na nejbližší služebnu policie pro vydání prozatímní značky.

### Zakázaná písmena a kombinace
Používají se všechna písmena abecedy kromě I, Q, V a znaků s diakritikou (Å, Ä a Ö). Poslední písmeno na značkách od roku 2019 nesmí být O (kvůli záměně s nulou). Dopravní agentura vydala seznam kombinací písmen, které se nepřidělují z důvodu vulgárního, politického nebo jinak nevhodného významu.

### Daňová nálepka

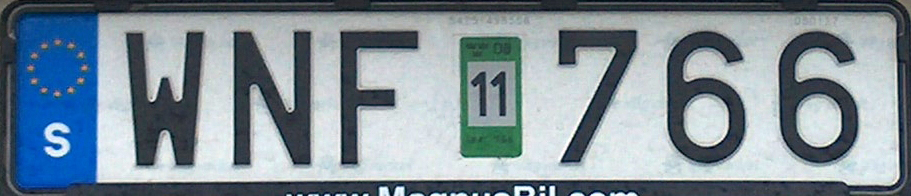
SPZ s vylepenou známkou

Majitelé motorových vozidel registrovaných ve Švédsku platí silniční daň. Mezi roky 1973 a 2009 se její zaplacení dokládalo vylepením známky, kterou majiteli zasílala finanční správa. Známka měla kvůli snadnému rozlišení každý rok jinou barvu a bylo na ní zřetelně viditelné číslo měsíce, kdy končila její platnost. Známka se vylepovala na zadní značku do mezery mezi trojicemi písmen a čísel. Od roku 2010 se již známka nevylepuje a roku 2013 je u nově vydaných značek mezera užší než u starších značek.

## Zvláštní značky

### Osobní značky

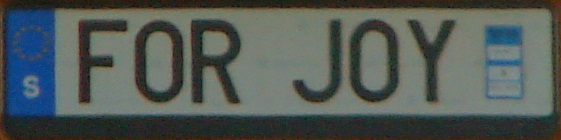
Značka „na přání“ s vylepenou daňovou nálepkou

Majitel vozidla může požádat o vydání personalizovaných tabulek (značek „na přání“), které umístí na vozidlo namísto standardní registrační značky. Tabulka může obsahovat libovolný text dle přání majitele o délce 2–7 znaků, číslic i písmen včetně znaků, které nejsou pro standardní značky povolené. Text nesmí být stejném formátu jako standardní značky (ABC 123, ABC 12A), nesmí být urážlivý, politický či jinak nevhodný. Dopravní agentura vydává za poplatek tyto značky na žádost konkrétní osoby nebo organizace s platností na 10 let. Osobní značku je možné převést na jiné vozidlo téhož majitele.
Po celou dobu, kdy je vozidlo vybavenou osobní poznávací značkou, má přidělenou i standardní registrační značku (včetně tabulek). Spolu s personalizovanými tabulkami Dopravní agentura vydává i identifikační štítek, který si majitel při výměně tabulek vylepí na pravé zadní boční okno (nebo na jiné viditelné místo, není-li toto umístění možné). Na tomto štítku je uvedena standardní registrační značka, identifikační číslo vozidla (VIN) a text osobní značky. Pokud chce majitel značku převést na jiné vozidlo, požádá agenturu o vydání nového štítku.

### Diplomatické vozy

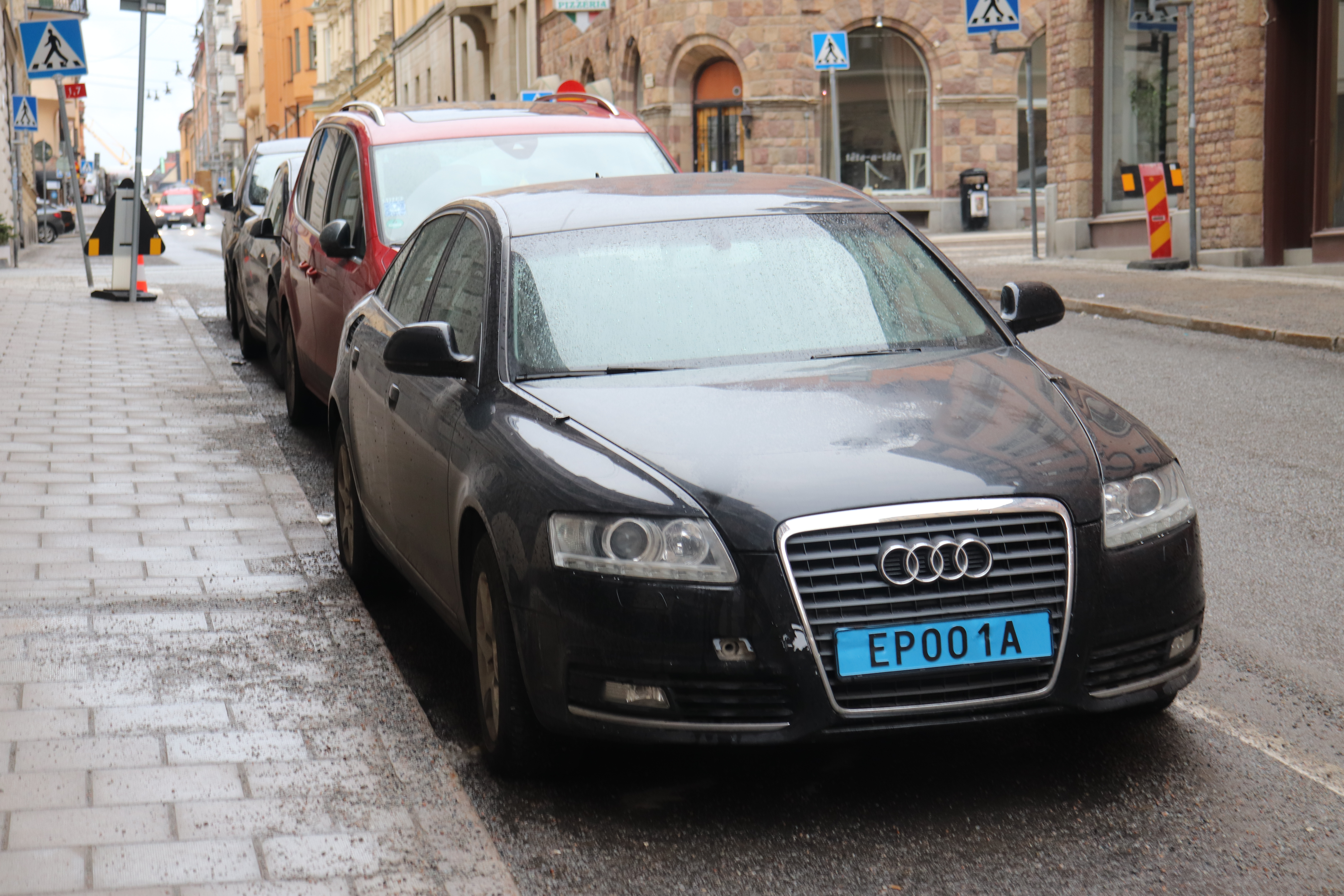
Vozidla patřící velvyslanectví Severní Makedonie

Vozidla diplomatického zastoupení (ambasád) mají modré tabulky s černým písmem. Značka se skládá z 6 znaků. První dvě písmena označují stát. Následují tři čísla. Poslední znak je písmeno, které označuje diplomatický status uživatele vozidla.
Vozy s diplomatickou značkou mají stejně jako vozy s osobní značkou přidělenou i standardní registrační značku a vylepují si štítek na pravé zadní boční okno.

### Taxislužba

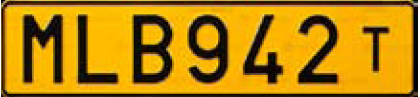
SPZ vozidla taxislužby (vydaná před rokem 2017)

Vozidla taxislužby, povinně vybavená taxametrem, který se každoročně kontroluje, používají žluté tabulky s černým písmem. Registrační značka je stejná, jaká byla vozidlu přidělena při registraci do provozu. Liší se pouze barva tabulky. Do roku 2017 se za textem registrační značky uvádělo písmeno T v menším provedení a chyběla mezera uprostřed. Na nově vydávaných tabulkách již písmeno T není. Tabulky mají standardní provedení, lišící se pouze barvou podkladu, což usnadňuje jejich výrobu.
Pokud provozovatel pozbude oprávnění k provozování taxislužby nebo taxametr neprojde kontrolou, policie žluté tabulky odebere. Vozidlo se pak může používat se standardními bílými tabulkami, ne však jako taxi.

### Armádní vozidla

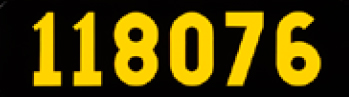
SPZ vozidla švédské armády

Vozidla švédských ozbrojených sil používají registrační značky se žlutým písmem na černém pozadí. Značka se skládá z čísel, obvykle čtyř nebo pěti. Existují však i značky se třemi nebo čtyřmi znaky, hlavně pro motocykly a obrněná vozidla. Vojenská vozidla nejsou registrována v registru vedeném Dopravní agenturou, ale v registru vojenských vozidel (MIFOR, Militära fordonsregistret), který vede Správa obranného materiálu (Försvarets materielverk).
Vojenské registrační značky se používají od roku 1941. Do té doby měla armádní vozidla běžné civilní značky.

## Historie

### 1906–1973
Registračními značkami se ve Švédsku vybavují vozidla od roku 1906. Až do roku 1973 vedl každý kraj svůj vlastní registr vozidel. Registrační značka proto začínala písmenem písmenem označujícím kraj, kde bylo vozidlo zaregistrováno (kraje Norrbotten a Västerbotten používaly dvoupísmenné označení). Toto písmeno pak následovala série jedné až pěti číslic. Po dosažení čísla 99999 v příslušném kraji se za první písmeno přidalo písmeno A, případně B pro další číselnou řadu.

#### Označení krajů
- A, AA, AB – Město Stockholm (dnes část Stockholmského kraje)
- B, BA, BB – Stockholmský kraj
- C – Uppsala
- D – Södermanland
- E, EA – Östergötland
- F, FA – Jönköping
- G – Kronoberg
- H – Kalmar
- I – Gotland
- K – Blekinge
- L, LA – Kristianstad (dnes část kraje Skåne)
- M, MA, MB – Malmöhus (dnes část kraje Skåne)
- N – Halland
- O, OA, OB – Göteborg a Bohus (dnes část kraje Västra Götaland)
- P, PA – Älvsborg (dnes část kraje Västra Götaland)
- R – Skaraborg (dnes část kraje Västra Götaland)
- S, SA – Värmland
- T, TA – Örebro
- U, UA – Västmanland
- W, WA – Kopparberg (dnes Dalarna)
- X, XA – Gävleborg
- Y – Västernorrland
- Z – Jämtland
- AC – Västerbotten
- BD – Norrbotten
- bez písmena – vojenské vozidlo (stále se používá)

### Od roku 1973
Od 1. května 1973 byl spuštěn centrální registr vozidel (Trafikregistret). Zároveň s tím se zrušilo označení podle krajů a místo toho zavedeny registrační značky v současném tvaru tří písmen a tří číslic. Všechny starší značky museli majitelé vyměnit za nové do konce roku 1974. V roce 2015 Dopravní agentura navrhla vládě opatření proti vyčerpání dostupných kombinací znaků. V roce 2017 byly přijaty potřebné legislativní úpravy a od 16. ledna 2019 se vydávají značky, kde je na posledním místě písmeno místo číslice. Značky vydané před tímto datem zůstávají v platnosti.